# Football Club des Girondins de Bordeaux 2017-2018 (femminile)
Questa voce raccoglie le informazioni riguardanti la squadra femminile del Football Club des Girondins de Bordeaux nelle competizioni ufficiali della stagione 2017-2018.

## Divise e sponsor
La grafica delle divise è la stessa adottata dal Bordeaux maschile.
| Casa | Trasferta | Terza divisa |

## Organigramma societario
Area tecnica
- Allenatore: Jérôme Dauba
- Vice allenatore:
- Preparatore dei portieri:
- Medico sociale:
- Fisioterapisti:

## Rosa
Rosa, ruoli e numeri di maglia e numerazione come da sito ufficiale e statsfootofeminin.fr
| N. |                          | Ruolo | Calciatrice       |
| -- | ------------------------ | ----- | ----------------- |
| 1  | Nuova Zelanda (bandiera) | P     | Erin Nayler       |
| 2  | Francia (bandiera)       | D     | Chloé Bornes      |
| 3  | Francia (bandiera)       | D     | Marine Perea      |
| 4  | Irlanda (bandiera)       | D     | Niamh Fahey       |
| 6  | Francia (bandiera)       | D     | Chloé Billaud     |
| 7  | Francia (bandiera)       | A     | Naweal Ouinekh    |
| 8  | Francia (bandiera)       | A     | Juliette Loumagne |
| 9  | Francia (bandiera)       | A     | Sarah Cambot      |
| 10 | Francia (bandiera)       | C     | Solène Barbance   |
| 11 | Francia (bandiera)       | C     | Juliane Gathrat   |
| 12 | Francia (bandiera)       | A     | Lindsey Thomas    |
| 14 | Francia (bandiera)       | C     | Ghoutia Karchouni |
| 16 | Francia (bandiera)       | P     | Alizée Nadal      |

| N. |                    | Ruolo | Calciatrice                    |
| -- | ------------------ | ----- | ------------------------------ |
| 17 | Francia (bandiera) | A     | Nadjma Ali Nadjim              |
| 18 | Francia (bandiera) | D     | Emmanuelle Lacroix             |
| 19 | Francia (bandiera) | C     | Sophie Istillart               |
| 20 | Francia (bandiera) | C     | Julie Thibaud                  |
| 22 | Francia (bandiera) | D     | Delphine Chatelin              |
| 23 | Francia (bandiera) | D     | Andréa Lardez                  |
| 24 | Francia (bandiera) | C     | Rose Lavaud                    |
| 25 | Francia (bandiera) | C     | Margaux Montegut               |
| 26 | Francia (bandiera) | D     | Camille Elicèche               |
| 27 | Francia (bandiera) | A     | Léa Mannon                     |
| 28 | Francia (bandiera) | C     | Axelle Touzeau                 |
| 27 | Brasile (bandiera) | A     | Ana Caroline Martins Rodrigues |
| 30 | Francia (bandiera) | P     | Vanessa Pimentel               |

## Calciomercato

### Sessione estiva
| Acquisti | Acquisti        | Acquisti        | Acquisti   |
| R.       | Nome            | da              | Modalità   |
| -------- | --------------- | --------------- | ---------- |
| P        | Erin Nayler     | Olympique Lione | definitivo |
| D        | Chloé Bornes    | Rodez           | definitivo |
| D        | Julie Thibaud   | Soyaux          | definitivo |
| C        | Solène Barbance | Rodez           | definitivo |
| C        | Niamh Fahey     | Chelsea         | definitivo |
| C        | Juliane Gathrat | Metz            | definitivo |
| C        | Rose Lavaud     | Saint-Étienne   | definitivo |

| Cessioni | Cessioni             | Cessioni        | Cessioni      |
| R.       | Nome                 | a               | Modalità      |
| -------- | -------------------- | --------------- | ------------- |
| P        | Elisa Launay         | Lilla           | definitivo    |
| D        | Emmanuelle Saboulard |                 | fine attività |
| A        | Emelyne Laurent      | Olympique Lione | definitivo    |
| A        | Juliette Loumagne    |                 | fine attività |
| A        | Eva Sumo             | Le Havre        | definitivo    |

### Sessione invernale
| Acquisti | Acquisti        | Acquisti        | Acquisti    |
| R.       | Nome            | da              | Modalità    |
| -------- | --------------- | --------------- | ----------- |
| A        | Mylaine Tarrieu | Olympique Lione | in prestito |
| A        | Lindsey Thomas  | Montpellier     | in prestito |

| Cessioni | Cessioni                   | Cessioni       | Cessioni   |
| R.       | Nome                       | a              | Modalità   |
| -------- | -------------------------- | -------------- | ---------- |
| D        | Félicité Tiziri Hamidouche | San Zaccaria   | definitivo |
| C        | Anaïs Feillard             | Mérignac Arlac | definitivo |
| A        | Nawael Ouinekh             | CSFA Ambilly   | definitivo |

## Risultati

### Division 1

#### Girone di andata
| Arbitro: | Beyer |

|                   |           |  |
| Sarr 9’, 21’, 79’ | Marcatori |  |

| Arbitro: | Loidon |

|                                           |           |           |
| Gathrat 9’ Lardez 45’ (rig.) Barbance 78’ | Marcatori | 5’ Cazeau |

| Arbitro: | Burban |

|  |           |               |
|  | Marcatori | 72’ Rodrigues |

| Arbitro: | Di Benedetto |

|             |           |  |
| Gathrat 89’ | Marcatori |  |

| Arbitro: | Dallongeville |

|                          |           |  |
| Hamraoui 10’ Laurent 28’ | Marcatori |  |

| Arbitro: | Beyer |

|               |           |                |
| Istillart 14’ | Marcatori | 43’ Peruzzetto |

| Arbitro: | Dallongeville |

|  |           |               |
|  | Marcatori | 62’ Rodrigues |

| Arbitro: | Guillemin |

|                            |           |                                   |
| Barbance 63’ Rodrigues 84’ | Marcatori | 36’ Thiney 81’ Ōtaki 89’ Bourdieu |

| Arbitro: | Bartnik |

|                                                   |           |               |
| Jakobsson 22’ (rig.), 29’, 90+2’ Blackstenius 32’ | Marcatori | 43’ Karchouni |

| Arbitro: | Anaëlle Loidon |

|                               |           |  |
| Katoto 66’ Érika 70’ Cruz 72’ | Marcatori |  |

| Blanquefort 10 dicembre 2017, ore 14:30 CET 11ª giornata | Bordeaux     | 0 – 0 referto | Soyaux | Stadio Jean-Pierre Delhomme (293 spett.)\| Arbitro: \| Di Benedetto \| |
| Arbitro:                                                 | Di Benedetto |               |        |                                                                        |

#### Girone di ritorno
| Arbitro: | Guillemin |

|  |           |               |
|  | Marcatori | 90+3’ Gathrat |

| Arbitro: | Coppola |

|                                  |           |                                       |
| Cambot 47’ Ali Nadjim 70’, 90+2’ | Marcatori | 40’ Palacin 78’ Lavogez 88’ Chatelain |

| Arbitro: | Bagrowski |

|            |           |  |
| Asseyi 65’ | Marcatori |  |

| Arbitro: | Beyer |

|  |           |                                                           |
|  | Marcatori | 41’ (rig.) Kumagai 77’, 87’ Le Sommer 84’ (rig.) Marozsán |

| Arbitro: | Bartnik |

|                                         |           |                                    |
| Lemaître 49’ Kathellen Sousa 82’ (aut.) | Marcatori | 66’ Kathellen Sousa 74’ Ali Nadjim |

| Arbitro: | Di Benedetto |

|                |           |                     |
| Ali Nadjim 49’ | Marcatori | 67’ Pervier-Arragon |

| Arbitro: | Soriano |

|           |           |                |
| Matéo 89’ | Marcatori | 83’ Ali Nadjim |

| Blanquefort 22 aprile 2018, ore 15:00 CEST 19ª giornata | Bordeaux  | 0 – 0 referto | Montpellier | Stadio Jean-Pierre Delhomme (417 spett.)\| Arbitro: \| Bagrowski \| |
| Arbitro:                                                | Bagrowski |               |             |                                                                     |

| Arbitro: | Bartnik |

|  |           |             |
|  | Marcatori | 24’ Hermoso |

| Arbitro: | Loidon |

|             |           |  |
| Tolmais 67’ | Marcatori |  |

| Arbitro: | Beyer |

|               |           |                  |
| Istillart 88’ | Marcatori | 4’ Dali 89’ Sarr |

### Coppa di Francia
| Arbitro: | Loidon |

|                |           |                                                                                |
| Retailleau 39’ | Marcatori | 32’ (rig.) Barbance 35’ Cambot 69’, 72’, 82’ Ali Nadjim 71’ Bornes 86’ Tarrieu |

| Arbitro: | Loidon |

|              |           |  |
| Guillard 55’ | Marcatori |  |

## Statistiche

### Statistiche di squadra
| Competizione     | Punti | In casa | In casa | In casa | In casa | In casa | In casa | In trasferta | In trasferta | In trasferta | In trasferta | In trasferta | In trasferta | Totale | Totale | Totale | Totale | Totale | Totale | DR  |
| Competizione     | Punti | G       | V       | N       | P       | Gf      | Gs      | G            | V            | N            | P            | Gf           | Gs           | G      | V      | N      | P      | Gf     | Gs     | DR  |
| ---------------- | ----- | ------- | ------- | ------- | ------- | ------- | ------- | ------------ | ------------ | ------------ | ------------ | ------------ | ------------ | ------ | ------ | ------ | ------ | ------ | ------ | --- |
| Division 1       | 22    | 11      | 2       | 5       | 4       | 12      | 16      | 11           | 3            | 2            | 6            | 7            | 17           | 22     | 5      | 7      | 10     | 19     | 33     | -14 |
| Coppa di Francia | -     | -       | -       | -       | -       | -       | -       | 2            | 1            | 0            | 1            | 7            | 2            | 2      | 1      | 0      | 1      | 7      | 2      | +5  |
| Totale           | -     | 11      | 2       | 5       | 4       | 12      | 16      | 13           | 4            | 2            | 7            | 14           | 19           | 24     | 6      | 7      | 11     | 26     | 35     | -9  |

### Andamento in campionato
| Giornata  | 1 | 2 | 3 | 4 | 5 | 6 | 7 | 8 | 9 | 10 | 11 | 12 | 13 | 14 | 15 | 16 | 17 | 18 | 19 | 20 | 21 | 22 |
| --------- | - | - | - | - | - | - | - | - | - | -- | -- | -- | -- | -- | -- | -- | -- | -- | -- | -- | -- | -- |
| Luogo     | T | C | T | C | T | C | T | C | T | T  | C  | T  | C  | T  | C  | T  | C  | T  | C  | C  | T  | C  |
| Risultato | P | V | V | V | P | N | V | P | P | P  | N  | V  | N  | P  | P  | N  | N  | N  | N  | P  | P  | P  |
| Posizione | 9 | 7 | 5 | 6 | 6 | 6 | 4 | 5 | 5 | 5  | 5  | 5  | 5  | 5  | 5  | 5  | 5  | 5  | 5  | 5  | 6  | 7  |

Legenda:

Luogo: C = Casa; T = Trasferta. Risultato: V = Vittoria; N = Pareggio; P = Sconfitta.

### Statistiche delle giocatrici
| Giocatore           | Division 1 | Division 1 | Division 1  | Division 1 | Coppa di Francia | Coppa di Francia | Coppa di Francia | Coppa di Francia | Totale   | Totale | Totale      | Totale     |
| Giocatore           | Presenze   | Reti       | Ammonizioni | Espulsioni | Presenze         | Reti             | Ammonizioni      | Espulsioni       | Presenze | Reti   | Ammonizioni | Espulsioni |
| ------------------- | ---------- | ---------- | ----------- | ---------- | ---------------- | ---------------- | ---------------- | ---------------- | -------- | ------ | ----------- | ---------- |
| N. Ali Nadjim       | 22         | 5          | 3           | 0          | 2                | 3                | 0                | 0                | 24       | 8      | 3           | 0          |
| L. Arriberouge      | 1          | 0          | 0           | 0          | -                | -                | -                | -                | 1        | 0      | 0           | 0          |
| S. Barbance         | 22         | 2          | 0           | 0          | 1                |                  | 0                | 0                | 23       | 2      | 0           | 0          |
| C. Billaud          | 0          | 0          | 0           | 0          | 0                | 0                | 0                | 0                | 0        | 0      | 0           | 0          |
| C. Bornes           | 11         | 0          | 1           | 0          | 2                | 1                | 1                | 0                | 13       | 1      | 2           | 0          |
| S. Cambot           | 22         | 1          | 0           | 0          | 2                | 1                | 0                | 0                | 24       | 2      | 0           | 0          |
| D. Chatelin         | 18         | 0          | 2           | 0          | 2                | 0                | 0                | 0                | 20       | 0      | 2           | 0          |
| C. Elicèche         | 3          | 0          | 0           | 0          | 1                | 0                | 0                | 0                | 4        | 0      | 0           | 0          |
| N. Fahey            | 17         | 0          | 2           | 0          | 2                | 0                | 0                | 0                | 19       | 0      | 2           | 0          |
| J. Gathrat          | 17         | 3          | 0           | 0          | 0                | 0                | 0                | 0                | 17       | 3      | 0           | 0          |
| S. Istillart        | 21         | 2          | 6           | 0          | 2                | 0                | 0                | 0                | 23       | 2      | 6           | 0          |
| G. Karchouni        | 18         | 1          | 0           | 0          | 2                | 0                | 0                | 0                | 20       | 1      | 0           | 0          |
| Kathellen           | 9          | 1          | 0           | 0          | -                | -                | -                | -                | 9        | 1      | 0           | 0          |
| E. Lacroix          | 2          | 0          | 1           | 0          | 1                | 0                | 0                | 0                | 3        | 0      | 1           | 0          |
| A. Lardez           | 22         | 1          | 3           | 0          | 2                | 0                | 0                | 0                | 24       | 1      | 3           | 0          |
| R. Lavaud           | 20         | 0          | 0           | 0          | 2                | 0                | 0                | 0                | 22       | 0      | 0           | 0          |
| Carol Rodrigues     | 7          | 3          | 2           | 0          | -                | -                | -                | -                | 7        | 3      | 2           | 0          |
| M. Montegut         | 4          | 0          | 0           | 0          | -                | -                | -                | -                | 4        | 0      | 0           | 0          |
| A. Nadal            | 4          | 0          | 0           | 0          | 1                | 0                | 0                | 0                | 5        | 0      | 0           | 0          |
| E. Nayler           | 18         | 0          | 0           | 0          | 1                | 0                | 0                | 0                | 19       | 0      | 0           | 0          |
| N. Ouinekh-Youssouf | 4          | 0          | 0           | 0          | -                | -                | -                | -                | 4        | 0      | 0           | 0          |
| V. Pimentel         | 0          | 0          | 0           | 0          | 0                | 0                | 0                | 0                | 0        | 0      | 0           | 0          |
| M. Tarrieu          | 9          | 0          | 1           | 0          | 1                | 1                | 0                | 0                | 10       | 1      | 1           | 0          |
| J. Thibaud          | 19         | 0          | 1           | 0          | 2                | 0                | 0                | 0                | 21       | 0      | 1           | 0          |
| L. Thomas           | 12         | 0          | 0           | 0          | 2                | 0                | 0                | 0                | 14       | 0      | 0           | 0          |
| A. Touzeau          | 1          | 0          | 0           | 0          | -                | -                | -                | -                | 1        | 0      | 0           | 0          |